# Tony Bentley
Tony Bentley (Stoke-on-Trent, Inglaterra; 20 de diciembre de 1939 – 18 de diciembre de 2024) fue un futbolista inglés que jugó en las posiciones de defensa y delantero.

## Equipos
| Periodo   | Club               |
| --------- | ------------------ |
| 1958-1961 | Stoke City FC      |
| 1961–1971 | Southend United FC |
| 1971–1973 | Folkestone Town FC |
| 1973–1974 | Ashford Town       |

## Logros

### Club
- Essex Professional Cup (3): 1961–62, 1964–65, 1966–67

### Individual
- Futbolista del Año del Southend United en 1966.